# Un libro del cielo
Un libro del cielo, en chino simplificado 天书, en chino tradicional 天書 y en pinyin Tiānshū. es el título de un libro publicado por el artista chino Xu Bing al estilo de las ediciones selectas de las dinastías Song y Ming, pero completamente lleno de glifos sin sentido diseñados para parecerse a los caracteres chinos tradicionales. El libro, que consta de cuatro volúmenes con un total de seiscientas cuatro páginas, se imprimió en una sola tirada de ciento veintiséis ejemplares entre 1987 y 1991,: 61 y se exhibió públicamente por primera vez en octubre de 1988, en la Museo Nacional de Arte de China en Beijing.Xu, 2009, p. 163
El trabajo se tituló originalmente Mirror to Analyze the World: The Century's Final Volume (en chino simplificado 析世鉴－世纪末卷, en chino tradicional 析世鍳－世紀末卷, y en pinyin Xī shì jiàn—Shìjì mòjuàn), un título que «evoca el tropo del libro como jian 鍳 o espejo en la venerable tradición de la historiografía imperial».: 67 Sin embargo, el artista finalmente sintió que este título era «engorroso» y «fuertemente influenciado por las formas occidentales y el clima cultural actual»,: 57 y decidió adoptar el nombre que ya era de uso popular, Tiānshū. En chino, el término tiān shū (‘escritura divina’) originalmente se refería a ciertos tipos de textos religiosos, pero ahora se usa para significar ‘galimatías’; por lo tanto, se ha sugerido que Nonsense Writing sería una traducción más apropiada del título.

## Producción
El libro está compuesto con un conjunto de cuatro mil caracteres, ya que esta es aproximadamente la cantidad de caracteres de uso común en el chino escrito moderno. Estos caracteres fueron diseñados sobre la base de los radicales Kangxi, de modo que «en términos de densidad de trazos y frecuencia de ocurrencia, ellos… aparecen, en la página, como caracteres reales».: 55 Además de estos, los números de página y fascículo se indicaron mediante marcas de conteo basadas en el carácter chino 正.: 60–61 
Los caracteres fueron tallados en piezas individuales de tipos móviles hechos de madera de peral,: 54  en un estilo ligeramente más achaparrado que el de las tipografías Song.: 53  Inicialmente, el propio Xu compuso páginas de muestra y las llevó para imprimirlas a una fábrica en el pueblo de Hányíng (en chino simplificado 韩营 y en chino tradicional 韓營), en el municipio de Cǎiyù (en chino 采育).: 46, 58 (Esta fue una de las últimas imprentas tradicionales que quedaban en China, que después de la Revolución Cultural produjo principalmente reimpresiones patrocinadas por el estado de textos clásicos utilizando bloques de madera anteriores a la Revolución.: 59 ) Más tarde, los trabajadores de la fábrica escribieron las páginas refiriéndose a un «libro modelo» preparado por Xu, que contenía símbolos como ↓★○☒❖ que se habían colocado en una correspondencia uno a uno con sus cuatro mil pseudo caracteres chinos.: 61 

## Reacciones
Las reacciones críticas a Libro del cielo fueron inicialmente distantes. En 1990, un artículo en un periódico de Beijing, supuestamente escrito por un agente del Ministerio de Cultura, lo describió como «fantasmas construyendo muros» (en chino simplificado 鬼打墙, en chino tradicional 鬼打牆y en pinyin: guǐ dǎ qiáng), es decir, ofuscación por el bien de la ofuscación. Mientras tanto, los artistas de la «nueva ola» lo encontraron demasiado «tradicional y académico».: 63 Sin embargo, la exposición del libro de 1988 en la Galería de Arte de China atrajo a una amplia audiencia que incluía no solo a artistas, sino también a profesores y editores, algunos de los cuales visitaron la exposición repetidamente en un intento de encontrar incluso un solo carácter chino real.: 58  Los críticos posteriores vieron el trabajo de manera más positiva.Xu, 2009
Libro del cielo se considera un representante de la «nueva ola de bellas artes de 1985» (en chino simplificado 85美术新潮, en chino tradicional 85美術新潮 y en pinyin: Bāwŭ Měishù Xīncháo), y ha sido interpretado como «un símbolo principal del amplio movimiento de liberalización que caracterizó los años previos a la masacre de Tiananmen». También ha sugerido comparaciones con Finnegans Wake de James Joyce, como «un desafío radical a la forma en que pensamos sobre el lenguaje, la escritura, la alfabetización y la relación hombre-máquina».: 65 Sin embargo, según Xu, su objetivo principal era «exponer el hecho de que la cultura literaria china es 討厭 taoyan»: ‘aburrida, tediosa’.: 17 En trabajos posteriores, como Square Word Calligraphy y Book from the Ground, lleva esta idea más allá al subvertir la naturaleza del logograma de la escritura china de manera que sea ampliamente accesible.